# Atletica leggera ai Giochi olimpici intermedi - 800 metri piani
Ai Giochi olimpici intermedi di Atene 23 atleti parteciparono alla gara degli 800 metri piani. La prova si tenne nei giorni 25 aprile (qualificazioni) e 1º maggio (finale) nello Stadio Panathinaiko.

## L'eccellenza mondiale
| Record olimpico: Saint Louis 1904 | 1'56"0 | Jim Lightbody             | Presente         |
| Migliore prest. mondiale 1905     | 1'55"3 | K. Cornwallis Eli Parsons | Assente Presente |

## Risultati
| 4 batterie | 23 iscritti   | Si qualificano i primi 2. |
| Finale     | 8 concorrenti |                           |

Quattro finalisti su otto sono statunitensi. Solo due atleti di casa possono insidiarli: Wyndham Halswelle, già secondo sui 400 metri, e il campione britannico delle 880 iarde (1'55"8) Reginald Crabbe.
In finale comunque sono protagonisti gli statunitensi: Paul Pilgrim, 23 anni, caricato dal successo sui 400 metri, riesce a spuntarla sul connazionle Lightbody, campione olimpico in carica, dopo un duello che si conclude all'ultimo metro.
| Pos     | Paese       | Atleta            | Età | Tempo ufficiale | Tempo ufficioso |
| ------- | ----------- | ----------------- | --- | --------------- | --------------- |
| Oro     | Stati Uniti | Paul Pilgrim      | 23  | 2'01"5          |                 |
| Argento | Stati Uniti | Jim Lightbody     | 24  |                 | 2'01"6          |
| Bronzo  | Regno Unito | Wyndham Halswelle | 24  |                 | 2'03"0          |

La doppietta 400-800 metri di Paul Pilgrim verrà eguagliata soltanto 70 anni dopo dal cubano Alberto Juantorena.